# Hamburg Pioneers
Die Hamburg Pioneers sind ein American-Football-Team aus Hamburg. Sie gehören dem SV Polizei Hamburg an.
Die Hamburg Pioneers spielen ab der Saison 2024 in der GFL2 (zweithöchste deutsche Spielklasse).

## Saisons
| Jahr | Liga                                | Platz                                | Bilanz (S–N–U)                       | Anmerkungen                                        |
| ---- | ----------------------------------- | ------------------------------------ | ------------------------------------ | -------------------------------------------------- |
| 2024 | GFL2 Nord                           | 3.                                   | 7-3-0                                | Tabellenplatz 3                                    |
| 2023 | Regionalliga Nord                   | 1.                                   | 10-0-0                               | Perfect Season und Aufstieg in die GFL2            |
| 2022 | Regionalliga Nord                   | 2.                                   | 6-3-0                                |                                                    |
| 2021 | Regionalliga Nord                   | 2.                                   | 4-2-0                                |                                                    |
| 2020 | Regionalliga Nord                   | Saisonabsage wegen COVID-19-Pandemie | Saisonabsage wegen COVID-19-Pandemie | Saisonabsage wegen COVID-19-Pandemie               |
| 2019 | Regionalliga Nord                   | 6.                                   | 3-7-2                                |                                                    |
| 2018 | Regionalliga Nord                   | 2.                                   | 10-3-1                               |                                                    |
| 2017 | Regionalliga Nord                   | 3.                                   | 7-5-0                                |                                                    |
| 2016 | Regionalliga Nord                   | 4.                                   | 5-5-0                                |                                                    |
| 2015 | Regionalliga Nord                   | 3.                                   | 6-4-0                                |                                                    |
| 2014 | Regionalliga Nord                   | 4.                                   | 3-6-0                                |                                                    |
| 2013 | Regionalliga Nord                   | 4.                                   | 5-4-3                                |                                                    |
| 2012 | Oberliga Schleswig-Holstein/Hamburg | 1.                                   | 7-1-0                                | Aufstieg in die Regionalliga Nord                  |
| 2011 | Oberliga Schleswig-Holstein/Hamburg | 4.                                   | 2-4-0                                |                                                    |
| 2010 | Oberliga Schleswig-Holstein/Hamburg | 4.                                   | 3-5-0                                |                                                    |
| 2009 | Regionalliga Nord                   | 7.                                   | 1-11-0                               | Abstieg in die Oberliga Schleswig-Holstein/Hamburg |
| 2008 | Oberliga Nord                       | 1.                                   | 9-1-0                                | Aufstieg in die Regionalliga Nord                  |

Quelle:

## Teams
- Football
  - Hamburg Pioneers (Herren Tackle Team)
  - Hamburg Amazons (Damen Tackle Team)
  - Hamburg Red Hawks (U19 Jugend – Tackle Team)
  - Hamburg Red Guardians (U16 Jugend – Tackle Team)
  - Hamburg Snappers (Flag Football Team)
  - Hamburg PioKids (Jugend Flag Football Team)

- Cheerleader
  - Hamburg Pioneers Cheerleader (Cheerleading Team)